# Istenes László
Istenes László (Budapest, 1964. június 19.–) magyar műsorvezető, producer, tanár, kommunikációs és marketing szakember 

## Életpályája
Közlekedésgépészeti Szakközépiskolában érettségizett, majd matematikatanári diplomát szerzett. Pályáját Csepelen a Csikó Sétányi Általános Iskolában kezdte tanítóként, majd folytatta tanárként, ahol 1985-től 1994-ig dolgozott, majd egy évet egy Montessori módszerrel oktató magániskolában. Ezután a televíziózás felé fordult, amely úton az első lépéseket a Csepeli kábeltévénél a Csepp TV-ben tette meg. Az 1995 és 1999 közötti éveket a TV3-nál töltötte, mint szerkesztő, műsorvezető és producer. Az akkor nagy sikerű kereskedelmi csatornánál több magazin (AutóMobil, Jövőnéző, Aloha sportmagazin, Jövő-Menő) műsorvezetése és szerkesztése mellett, egyik alapítója, műsorvezetője és producere volt a DOMINÓ című vasárnap délelőtti, 3 órás, élő családi magazinnak. 1994-ben saját műsorgyártó, rendezvényszervező céget alapított, amit azóta is sikeresen működtet.

## A médiában töltött évek
- 1995-1999: TV3 / szerkesztő-műsorvezető-producer / DOMINÓ / Aloha / Jövőnéző / Jövő-Menő / Autómobil
- 1999-2006: MTV / szerkesztő-műsorvezető / Ablak / Telitalálat / Naprakész / AutoMobil
- 2002-2009: Inforádió / szerkesztő-műsorvezető
- 2006-2006: RTL Klub / műsorvezető / Reggeli
- 2006-2011: MTV / szerkesztő-műsorvezető / Szerencse szombat / Luxor Show / Ablak
- 2009-2011: Klubrádió / szerkesztő-műsorvezető
- 2011-2013: TV2 / producer, szerkesztő-műsorvezető / Autóguru
- 2013-2015: RTL Klub / producer-műsorvezető / a'laCAR / Trendmánia
- 2016-tól TV2 / műsorvezető, producer / a'laCAR / Trendmánia / Mokka / Ripost

## Szereplőként
- 2020. TV2 - Dancing with the Stars

## Egyéb megbízások
- UP Újpesti Rendezvénytér - értékesítési igazgató (2018-2020.)
- Puskás Akadémia: kommunikációs és marketingigazgató (2021-2024.)

## Jelenlegi munkái
- TV2 Mokka: műsorvezető (2016-tól)
- TV2 Trendmánia: producer (2016-tól)
- 1908 SZAC Budapest Egyesület: elnök (2016-tól)
- ŐK2EN közéleti talkshow: házigazda (2019-től)

## Családja
Nős. 2000 óta második házasságában él. Felesége: Istenes Katalin. Közös gyermekeik: Franciska (2000) és Benedek (2006). Első házasságából két felnőtt gyermeke van: Bence (1987) és Boglárka (1989). Két felnőtt gyermekétől három fiú és egy lány unokája van. Legidősebb gyermeke, Istenes Bence szintén műsorvezető.